# ノーマ・フィールド
ノーマ・フィールド（Norma M. Field, 1947年 - ）は、アメリカ合衆国の日本研究者、シカゴ大学名誉教授。

## 来歴
第二次世界大戦後の東京で、アメリカ人の父と日本人の母の子として生まれる。1974年、インディアナ大学で東アジア言語文学の修士号を取得。1980年に来日し研究。1983年、プリンストン大学で同博士号取得。シカゴ大学に奉職し、東アジア学科教授をへて名誉教授。
夏目漱石の『それから』の英訳(And Then)に続き、『源氏物語』論である『憧憬の輝き』（Splendour of Longing)で注目された。
1988年の再来日の折に昭和天皇の死去に至る日々を体験。ルポルタージュ『天皇の逝く国で』を著し、この著書の日本語訳によって日本でも一般に知られるようになった。

## 著書
- 『天皇の逝く国で』大島かおり訳 みすず書房 1994（In the Realm of a Dying Emperor, 1992)
- 『祖母のくに』大島かおり訳 みすず書房 2000 The Aims of Education
- 『へんな子じゃないもん』大島かおり訳 みすず書房 2006　(From My Grandmother's Bedside, 1997）
- 『小林多喜二－21世紀にどう読むか』岩波新書、2009
- 『源氏物語、＜あこがれ＞の輝き』斎藤和明、井上英明、和田聖美訳、みすず書房、2009（Splendour of Longing in the Tale of Genji, 1987)
- 『ノーマ・フィールドは語る－戦後・文学・希望』聞き手・岩崎稔・成田龍一、岩波ブックレット、2010

## 共著
- 加藤周一・徐京植『教養の再生のために』（2005年、影書房）
- 内海愛子『平和の種をはこぶ風になれ-ノーマ・フィールドさんとシカゴで話す』（2007年、梨の木舎）